# Erebinae
De Erebinae zijn een onderfamilie van vlinders uit de familie van de spinneruilen (Erebidae). Deze onderfamilie omvat ongeveer 10.000 soorten, waarvan er veel nog niet zijn beschreven. De soorten binnen deze onderfamilie behoorden tot 2005 tot de onderfamilie Catocalinae. De diversiteit binnen deze onderfamilie is groot, zowel in uiterlijk als in gedrag. De rupsen voeden zich met een breed scala aan waardplanten, voornamelijk bomen en struiken. Bij een klein percentage van de soorten gaat het hierbij om economisch belangrijke gewassen. De vlinders bezitten een aantal aanpassingen voor de verdediging tegen roofdieren, waaronder een van de meest gevoelige gehoororganen (tympanaal orgaan) binnen de Lepidoptera en opvallende vleugelkleuren om potentiële roofdieren af te schrikken.
Deze grote onderfamilie omvat 19 geslachtengroepen.

## Tribus
- Acantholipini
- Audeini
- Catephiini
- Catocalini
- Cocytiini
- Erebini
- Euclidiini
- Hulodini
- Hypopyrini
- Melipotini
- Ommatophorini
- Omopterini
- Ophiusini
- Pandesmini
- Pericymini
- Poaphilini
- Sypnini
- Thermesiini
- Toxocampini

## Geslachten
- Acantholipes Lederer, 1857 (19)
- Apopestes  (1)
- Catephia Ochsenheimer, 1816 (63)
- Catocala Schrank, 1802 (166)
- Dysgonia Hübner, 1823 (57)
- Egybolis Boisduval, 1847 (1)
- Euclidia  (14)
- Grammodes  (28)
- Lygephila Billberg, 1820 (12)
- Minucia Moore, 1885 (8)
- Mocis Hübner, 1823 (9)
- Ophiusa Ochsenheimer, 1816 (56)
- Thysania Dalman, 1824 (3)
- Zale Hübner, 1818 (72)